# Вишоватські водоспади
Вишова́тські водоспа́ди — водоспади в Україні, в Закарпатському низькогір'ї Українських Карпат. Розташовані в межах Тячівського району Закарпатської області, при східній околиці села Вишоватий. 
Є три Вишоватські водоспади — Вишоватський Великий (14 м), Вишоватський Середній (10 м) та Вишоватський Малий (2 м). На потічку Вашоватий є Вишоватський Малий водоспад, а Великий та Середній — на коротких лівих притоках. У посушливу пору потік Вашоватий майже пересихає, тому найбільший стік водоспади мають після рясних дощів або під час відлиги. 
Уступ і котловина, де розташовані водоспади, складені гальковими конгломератами. Уступ Великого у нижній частині переходить у стрімкий схил, не маючи вираженого днища. Середній падає з вертикальної стінки.